# Wien Ottakring
Wien Ottakring egy ausztriai vasútállomás Bécs 16. kerületében, Ottakringben.

## Vasútvonalak
Az állomást az alábbi vasútvonalak érintik:
- U3-as metróvonal

## Kapcsolódó állomások
A vasútállomáshoz az alábbi állomások vannak a legközelebb:
- Kendlerstraße

## Forgalom
| Vonal | Útvonal |
| ----- | --- |
| S45   | Wien Handelskai – Wien Heiligenstadt – Wien Oberdöbling – Wien Krottenbachstraße – Wien Gersthof – Wien Hernals – Wien Ottakring – Wien Breitensee – Wien Penzing – Wien Hütteldorf |

## Megközelítése közösségi közlekedéssel
- Metró:   U3
- Villamos:  44, 46
- Autóbusz:  45A, 46A, 46B, 48A
- Éjszakai autóbusz:  N46